# کریستین کاسترو
کریستین کاسترو (به انگلیسی: Cristian Castro؛ زادهٔ ۸ دسامبر ۱۹۷۴) خواننده اهل مکزیک است. وی از سال ۱۹۸۱ میلادی تاکنون مشغول فعالیت بوده است.